# Jean-Baptiste Boësnier
Pour les articles homonymes, voir Boësnier.
Jean-Baptiste Boësnier (1720-1802) est un ingénieur français, inspecteur général des ponts et chaussées, ingénieur en chef de la généralité de Montauban de 1753 à 1774, puis de celle d'Alençon de 1774 à sa mort en 1802.

## Carrière
Petit-neveu de Claude Pajon et cousin germain de Paul Boësnier de l'Orme, Jean-Baptiste Boësnier est le fils de Paul Boësnier, négociant, bourgeois de Paris. Il est élève au sein de l'École royale des ponts et chaussées, dans l'une des toutes premières promotions de celle-ci. Sorti ingénieur, il débute en tant que sous-inspecteur, puis inspecteur dans la Généralité de Paris sous les ordres de Robert Pitrou et de Jean-Rodolphe Perronet. Il est nommé ingénieur en chef de la généralité de Montauban par Trudaine en 1753. Il y reste durant vingt année. 
Consulté sur l'état de l'église Saint-Amans de Rodez, il rend un avis dans lequel il juge que la restauration du bâtiment n'est pas possible en 1757. Il dresse alors les plans et devis pour le projet de reconstruction de l'église, qui est reconstruite entre 1758 et 1761. 
Jean-Baptiste Boesnier est le correspondant du comte de Caylus quand ce dernier travaillait sur le Recueil d'antiquité et qui lui a demandé de faire des relevés pour localiser le camp d'Uxellodunum. Boesnier s'intéressait à l'archéologie. Probablement les paroissiens et les consuls du Bourg  souhaitaient conserver dans l'architecture intérieure de l'église le souvenir de l'ancienne église, la plus prestigieuse du diocèse pour la richesse de ses reliques. C'est probablement cette rencontre qui explique l'anachronisme d'une église de style roman à l'intérieur avec une façade reprenant les modèles romains de la Contre-Réforme, loin du modèle à plan basilical avec décor «à la grecque» à la mode à cette époque pour les reconstructions d'églises. Une de ces lettres sur l'archéologie envoyé à un correspondant anonyme sera publiée dans le Mercure de France. Boesnier y traite des questions soulevées par le tracé des voies romaines en Guyenne et se montre tout à fait capable d’enrichir ses observations menées sur le terrain de réflexions philologiques et de connaissances historiques. 
Il réalise également à la demande de l'intendant le devis estimatif des travaux de restauration de la cathédrale de Montauban en 1760, qui nécessite des réparations urgentes. Il construit le pont d'Albias, sur l'Aveyron, en 1770.
En 1763, il épouse Marie Madeleine Barbot, fille de Jacques Julien Barbot, inspecteur des manufactures de la province de Poitou puis de Montauban, et d'Anne Angélique du Neveu de La Ballue. Leur fille Angélique épouse le général Louis René Le Mouton de Boisdeffre.
En 1774, il est appelé à remplacer Louis-Alexandre de Cessart à la tête de la généralité d'Alençon. Il réalise des plans, coupes et élévations des portes et des remparts de la ville d'Alençon en 1774, ainsi que plusieurs plans du château des ducs d'Alençon et l'adaptation du donjon à usage carcéral en 1775, avant la destruction du donjon en 1782/1783.
Il réalise la construction du pont neuf de Montsort en 1781 et du pont du Mêle sur la Sarthe en 1787. Concurremment au pont de Montsort, il a pour projet de créer la partie de la rue du Mans entre la place des Poulies et la place de l'église.
À l'occasion du voyage du roi Louis XVI à Cherbourg en 1786, il fait construire un chemin d'une vingtaine de kilomètres, en moins de cinq semaines, dans une zone difficile du côté d'Harcourt. Il assure les travaux permettant de faciliter la liberté de navigation sur l'Eure en 1784 et le réseau et les ouvrages des canaux de flottage de la forêt de Senonches en 1784.
Doyen des ingénieurs en 1787, l'intendant Antoine-Louis Chaumont de La Millière lui obtient par arrêt du conseil du roi du 20 septembre le brevet d'inspecteur général des ponts et chaussées.
Inquiété sous la Révolution, il est dénoncé en l'an III pour « incivisme » et mis à la retraite d'office par la commission des Travaux publics, décision qu'elle annula à la suite des soutiens que Boesnier reçut alors des autorités locales.
En l'an IX, il demande et obtient un coadjuteur pour l'assister dans ses fonctions, ce qui lui est accordé le 19 novembre 1800 en la personne de l'ingénieur Joseph-Maurice-Memmy Berthellemy. Il meurt encore en fonctions, deux ans plus tard, dans son hôtel particulier de la rue des Petites-Poteries, alors âgé de 81 ans.
Membre de la commission temporaire des poids et mesures du département de l'Orne, il est l'auteur de Tables de comparaison avec Berthelmy, Blanvillain, l'abbé François-Charles Daguin et Trumeau.

## Réalisations

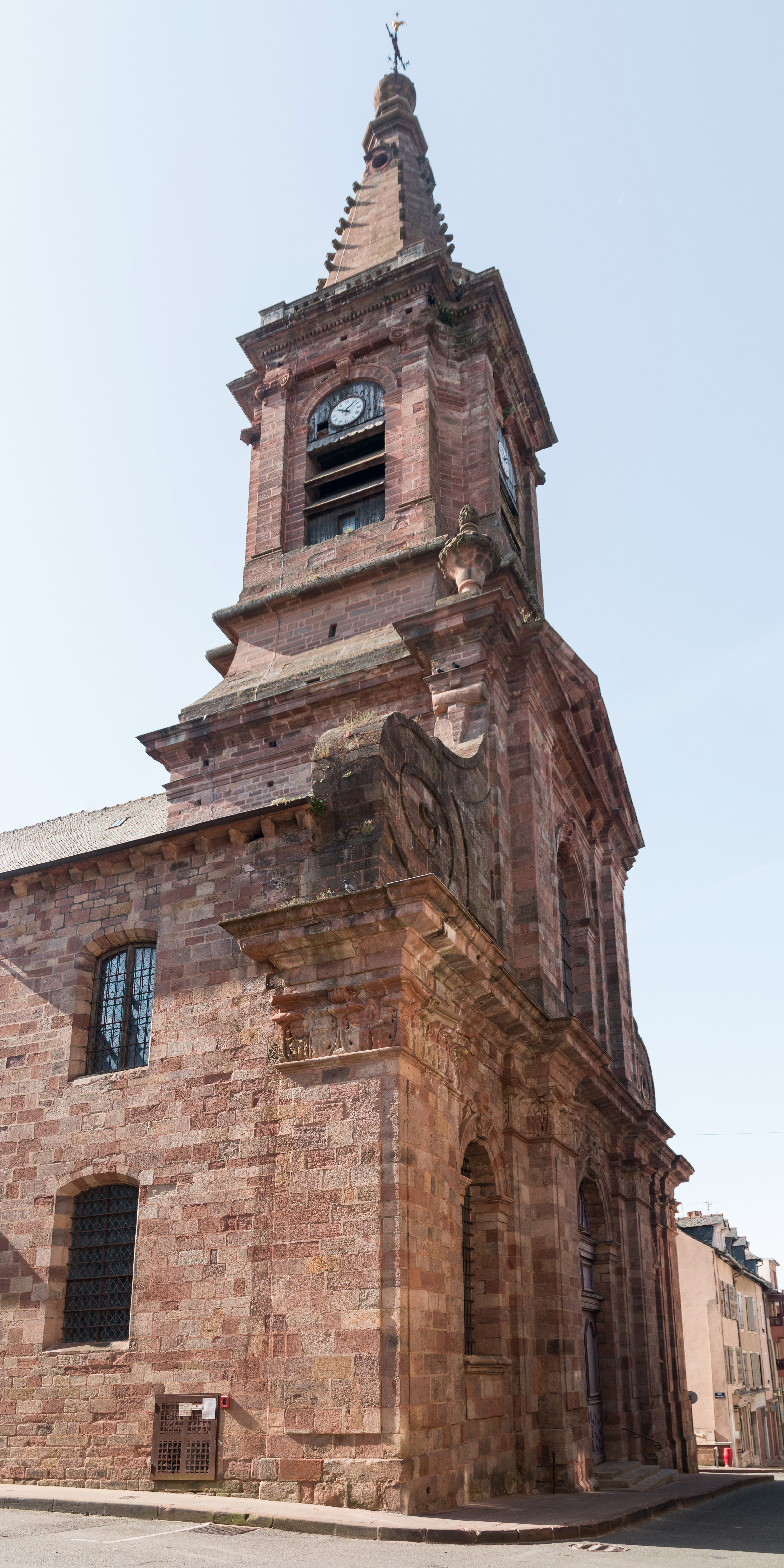
Église Saint-Amans de Rodez

- Église Saint-Amans de Rodez (1758-1761)
- Pont d'Albias, sur l'Aveyron (1770)
- Pont neuf de Montsort (1781)
- Réseau et les ouvrages des canaux de flottage de la forêt de Senonches (1784)
- Pont du Mêle, sur la Sarthe (1787)

## Publications
- Tables de comparaison entre les mesures anciennes du département de l'Orne et celles qui les remplacent dans le nouveau système métrique , avec leur explication et leur usage ; suivies d'un extrait, pour l'usage des personnes qui ne sont pas familiarisées avec le calcul (1801)

### Sources
- « Boesnier (Jean-Baptiste), ingénieur en chef des ponts et chaussées à Alençon », Bulletin de la Société historique et archéologique de l'Orne, 1897.
- Jean Nayrolles, « Rodez, église Saint-Amans », p. 319-325, dans Congrès archéologique de France. 167e session. Monuments de l'Aveyron. 2009, Société française d'archéologie, Paris, 2011.
- André Brunot et Roger Coquand, Le Corps des Ponts et chaussées, Éditions du Centre national de la recherche scientifique, 1982.